# Большой Вильял
Большой Вильял (мар. Кугу Вӱръял) — деревня в Новоторъяльском районе Республики Марий Эл. Входит в состав Масканурского сельского поселения.

## География
Находится в северо-восточной части республики Марий Эл на расстоянии приблизительно 8 км по прямой на северо-запад от районного центра посёлка Новый Торъял.

## История
Основана в 1800 году новокрещёными черемисами. В 1811 году в селении насчитывалось 14 дворов, 29 человек. В 1850 году в деревне насчитывался 161 житель. В 1884 году здесь насчитывалось 26 дворов, 177 жителей. В 1939 году в деревне Вильял насчитывалось 214 жителей. В 1970 году все жители (170) мари. На 1999 год в селении насчитывалось 25 дворов. В советское время работали колхозы «Кугу памаш» и «Памяти Ленина».

## Население
Население составляло 63 человека (мари 100 %) в 2002 году, 44 в 2010.